# Geophis laticollaris
Espèce
Statut de conservation UICN

 DD  : Données insuffisantes
Geophis laticollaris  est une espèce de serpents de la famille des Dipsadidae.

## Répartition
Cette espèce est endémique de l'Oaxaca au Mexique.

## Publication originale
- Smith, Lynch & Altig, 1965 : New and noteworthy herpetozoa from southern Mexico. Natural History Miscellanea, no 180, p. 1-4.